# Frihetsunionen
Frihetsunionen, Unia Wolności (UW) var ett liberalt parti i Polen, grundat 1994. 
1997 anslöt sig UW till Solidaritets valallians.
Partiets Europaparlamentariker ingick i Gruppen Alliansen liberaler och demokrater för Europa (ALDE). Flera av partiets medlemmar kom från Stronnictwo Demokratyczne.
I Europaparlamentsvalet 2004 fick partiet 7,3 procent av rösterna och fyra av Polens 54 mandat i Europaparlamentet. Partiet upphörde att existera den 9 maj 2005, då Partia Demokratyczna – demokraci.pl bildades och formellt ersatte Frihetsunionen.